# Кили
Кѝли (на гръцки: Κοίλη) е село в Кипър, окръг Пафос. Според статистическата служба на Република Кипър през 2001 г. селото има 333 жители.
Намира се на 2 км северозападно от Цада.